# Rubarandwa
Rubarandwa är ett vattendrag i Burundi.   Det ligger i provinsen Makamba, i den södra delen av landet, 110 kilometer sydost om huvudstaden Bujumbura.
Omgivningarna runt Rubarandwa är en mosaik av jordbruksmark och naturlig växtlighet. Runt Rubarandwa är det ganska tätbefolkat, med 179 invånare per kvadratkilometer.